# 钱波
钱波（？—），上海人，中华人民共和国外交官，曾任中华人民共和国驻斐济特命全权大使。

## 生平
钱波毕业于北京外交学院、伦敦政治经济学院和南开大学。1990年，进入中华人民共和国外交部工作，先后在驻印度大使馆、外交部干部司、外交部国际司、常驻联合国代表团任职。2006年，任常驻世界贸易组织代表团参赞。2007年，任常驻联合国日内瓦办事处和瑞士其他国际组织代表团参赞。2011年，任外交部国际司参赞，后升副司长。2014年，任驻欧盟使团公使衔参赞。2016年9月，出任中华人民共和国驻伊斯坦布尔总领事。2018年1月，出任中华人民共和国驻斐济大使。2022年12月，自驻斐济大使离任。2023年2月，担任首任中国政府太平洋岛国事务特使。

## 家庭
已婚。

## 荣誉

### 外国勋章奖章
- 斐济官佐勋章（英语：Order of Fiji）（斐济，2022年11月29日于苏瓦颁发[6]）